# Matteo Piano
Matteo Piano, född 24 oktober 1990 i Asti, är en italiensk volleybollspelare. Piano blev olympisk silvermedaljör i volleyboll vid sommarspelen 2016 i Rio de Janeiro.